# Pierre Grisvard
Pierre Grisvard est un mathématicien français né le 20 juin 1940 à Dijon et mort le 22 avril 1994 à Paris 13e.

## Biographie
Élève de Jacques-Louis Lions, Pierre Grisvard a obtenu un doctorat de mathématiques à la Faculté des sciences de Paris en 1966. Il a été professeur à l'Université de Nice et a participé au Congrès international des mathématiciens dans cette ville en 1970. 
De 1990 à 1994, il a été directeur de l'Institut Henri Poincaré, prenant la succession à ce poste de Paul Belgodère, décédé en 1986, pour mener une importante rénovation de l'institut. Il a été remplacé à son décès en 1994 par Joseph Oesterlé.

## Publications
- Puissances d'opérateurs et inégalités.
- Equations aux dérivées partielles, avec Robert Carroll, George Duff et Jöran Friberg, Montréal, Presses de l'Université de Montréal, 1966.
- Singularities in boundary value problems, Paris, Masson, 1992[5].
- Boundary value problems in non-smooth domains, College Park, Maryland, University of Maryland, Department of mathematics, 1980.
- Elliptic problems in nonsmooth domains, Philadelphie, Society for industrial and applied mathematics, 2011.
- Opérateurs autoadjoints et problème de Sturm-Liouville, Nice, Université de Nice, 1971.
- Commutativité de deux foncteurs d'interpolation et applications, Paris, Gauthier-Villars, 1966.
- Elliptic problems in nonsmooth domains, Boston, Pitman advanced publishing program, 1985[6].
- Boundary value problems in non-smooth domains, Nice, Université de Nice, Institut de mathématiques et sciences physiques, 1981.
- Séminaire sur les équations aux dérivées partielles, Paris, Collège de France, 1971.
- Opérateurs auto-adjoints et problème de Sturm-Liouville, Nice, Université de Nice, 1971.
- Problèmes aux limites elliptiques dans Lp, Orsay, janvier-mars, 1964, exposé avec Giuseppe Geymonat, Paris, 1964.